# Llengües sawabantus
Les llengües sawabantus són un subgrup filogenètic de les llengües bantus que comprèn la mayar part de les zones A.20 i A.20 de la classificació de Guthrie, i la major part de la zona A.10. D'acord amb Nurse & Philippson (2003), les llengües de les zones A.20 i A.30, deixant a un costat al bubi són un grup filogenètic ben definit. Les llengües demogràficament més important és el duala.
El terme Sawabantu es compon de sawa 'costa' en Duala i ba-ntu 'homes'.

## Aspectes històrics, socials i culturals

### Situació
El duala s'usa àmpliament com llengua franca del grup sawa, i és parlat un entès en tota la regió costanera, fins i tot pels parlants de llengües natives no sawabantus com el bassa de Douala i els baboko, els bankon i els magenguba.

## Descripció lingüística

### Classificació
A part de les llengües dels grups A.20 i A.30, el grup dialectal oroko de l'A.10 semblen estar clarament relacionats i serien part del grup sawabantu.
(A.10) Oroko; (A.20) Kpwe (Mokpwe, Bakweri)-Mboko (Bomboko, Wumboko)–Kole (Bakole), Duala, Su (Isuwu), Bubia (Bobe, Wovea), Limba (Malimba); (A.30) Tanga (Batanga), Yasa-Kombe, Benga
Les llengües A.20 es parlen al voltant de l'estuari del Wouri a la regió anglòfila al voltant del Mont Camerun. Les llengües A.30 es parlen al llarg de la costa atlàntica del sud de Camerun fins a Gabon. Aquests dos grups geogràfics estan clarament emparentats, per exemple el limba (Malimba, A.26) sembla parcialment intel·ligible amb el tanga (Batanga, A.32), que ells denominen "malimba antic". L'oroko es parla als departaments de Ndian i Meme en la Regió Sud-oest de Camerun. L'oroko sembla especialment proper al kpwe (A.22), amb el qual existiria certa intel·ligibilitat mútua.
El bubi de l'illa de Bioko, inclòs per Guthrie en les llengües A.30 sobre una base geogràfica, tanmateix, no mostra un parentiu especialment proper amb les llengües sawabantus.
No obstant això, altres llengües a part de les llengües manenguba (A.15, excloent el Bafaw-Balong) podrien estar relacionades amb el sawabantu, encara que no se sap amb seguretat perquè estan mal documentades. Aquestes possibles llengües sawabantu són:
Bonkeng i Bafaw-Balong, Nkongho
Caldria una enquesta lingüística per determinar si estan efectivament relacionades amb el sawabantu.

### Comparació lèxica
Els numerals reconstruïts per a diferents grups de llengües sawabantus són:
| GLOSSA | Oroko         | Duala  | Batanga | Benga    | PROTO- SAWABANTU |
| ------ | ------------- | ------ | ------- | -------- | ---------------- |
| '1'    | èjɔ́kɔ́         | ewɔ́    | yɔ̀ɔ̀kɔ̀   | ejɔkɔ    | *e-wɔ(kɔ)        |
| '2'    | béˋbɛ́         | ɓébǎ   | ɓéɓà    | bebale   | *ɓe-bwadi        |
| '3'    | béɾàɾó        | ɓélálo | ɓéláálò | belalo   | *ɓe-lalo         |
| '4'    | béˋné         | ɓénɛ́j  | ɓénâì   | benai    | *ɓe-nai          |
| '5'    | bétá          | ɓétánu | ɓétáánò | betano   | *ɓe-taːno        |
| '6'    | bétá ˋɾíɔ́kɔ́   | mutóɓá | ǹtóɓà   | utoba    | *mu-toba         |
| '7'    | bétá nà béˋbɛ́ | sǎmbá  | ɛ̀mbwɛ̂dì | xɛmbwɛdi | *sam-bwadi       |
| '8'    | béˋbɛ́ béˋsé   | lɔmbi  | lɔ̀mbì   | logwambi |                  |
| '9'    | éˋsé ˋjɔ́kɔ́    | dibuá  | dìɓùá   | ibuwa    | *dibuwa          |
| '10'   | ɾóndàɾó       | ɗôm    | dʒômù   | dʒomu    | *ʤomu            |